# Henri-Frédéric de Wurtemberg-Winnental
Henri Frédéric de Wurtemberg-Winnental (né le 16 octobre 1687 à Stuttgart et mort le 27 septembre 1734 à Winnental) est un général de cavalerie allemand.
Il est le fils de Frédéric-Charles de Wurtemberg-Winnental (1652-1698) et de son épouse Éléonore-Julienne de Brandebourg-Ansbach (1663-1724).

## Biographie
Il reçoit sa formation à l'université de Tübingen et de Genève. En 1703, vient à la Cour de Frédéric Ier de Prusse, à Berlin. Il obtient une Commanderie du grand bailliage de Brandebourg et entre dans l'armée néerlandaise lors de la Guerre de Succession d'Espagne. En 1709, il est nommé major-général. Pendant ce temps, il participe à toutes les grandes batailles aux Pays-Bas comme Jodoigne, Audenarde, Mons et Malpaquet. Il se distingua en 1705, au siège de Huy, et en 1706 à la Bataille de Ramillies, où il est blessé. Après la guerre, en 1715, il est colonel d'un régiment à pied, en 1716 Feld-maréchal et en 1723 commandant de l'ensemble de la cavalerie impériale.
Pendant la Guerre vénéto-austro-ottomane de 1716 à 1718, il combat lors de la bataille de Temesvar et il est blessé lors de la Bataille de Peterwardein le 5 août 1716. À l'Époque du Guerre de Succession de Pologne (1733-1738) , il est avec le maréchal de Leopold Joseph von Daun gouverneur du duché de Milan. Après l'échec de Dauns, il se replie sur le Rhin où il est tombé malade, puis à Winnental où il meurt.